# Moukdavanyn Santiphone
Moukdavanyn Santiphone (Savannakhet, 6 de junho de 1997) é uma cantora e atriz laosiana. Ela alcançou fama internacional em 2014 com seu single "Auen Aai Sai Mor Nueng".

## Discografia

### Álbuns
- Sam La Plae Jai (ຊຳລະແຜໃຈ)
- Bao Tha Kaek Sao Sa Wan (ບ່າວທ່າແຂກ-ສາວສະຫວັນ)
- Mon Hak Bao Mueang Wang (ມົນຮັກບ່າວເມືອງວັງ)